# Jan Rozek
Jan Rozek (* 4. září 1978 Velké Němčice) je vinař, pěstitel lilií, který také jako laik aktivně působí v katolické církvi, dříve mimo jiné jako církevní soudce Brněnské diecéze. Jako zakladatel spolku Pro čistou církev je aktivním hlasem obětí zneužívání v církvi.

## Životopis
Vystudoval Biskupské gymnázium v Brně, později Teologickou fakultu Univerzity Palackého a také etickou výchovu v Brně a v Bratislavě. V roce 2016 dokončil studia kanonického práva na Katolické univerzitě v Lublinu. Věnuje se tématu exorcismu, mezi jeho aktivity patří kontaktní web, který pomáhá lidem v České a Slovenské republice. Je sekretářem česko-slovenské sekce Mezinárodní asociace exorcistů. Podílí se na organizaci vzdělávání exorcistů i laiků ohledně svátostiny exorcismu. V roce 2018 dostal ocenění (medaili) od biskupství brněnského za svou práci.
Od roku 2007 je vinařem ve vinařství Perla vín. To pořádá každoročně „Kurzy vinných vědomostí“ pro širokou veřejnost. Roční produkce vín se pohybuje kolem 50 000 litrů.
Meti lety 2016 - 2019 působil jako církevní soudce v Brně. Obraceli se na něho i oběti sexuálního zneužování v církvi.
V roce 2018 vystoupil pokojně proti hře režiséra Olivera Frljiče demonstrací před divadlem se mší svatou a peticí, kterou jen online podepsalo téměř 7000 lidí, za což si vysloužil poděkování od kardinála Dominika Duky
V únoru 2019 založil spolu s dalšími odborníky spolek Pro čistou církev na pomoc obětem zneužívání v církvi. S odůvodněním, že web založil bez součinnosti s církevními nadřízenými, byl biskupem Cikrlem odvolán z funkce soudce církevního soudu. Čelil neopodstatněným trestním oznámením od církevních organizací.
V listopadu 2024 vystoupil v poslanecké sněmovně na kulatém stolu "Smlouva mezi Českou republikou a Svatým stolcem o některých právních otázkách" i s dalšími oběťmi zneužívání v církvi a upozorňoval na možné ohrožení spravedlivého procesu v případě přistoupení ČR k této tzv. Vatikánské smlouvě.
Na jeho žádost přijal v únoru 2025 apoštolský nuncius v ČR Jude Thaddeus Okolo oběti sexuálnímu zneužívání v české katolické církvi.
V červnu 2025 byl jmenován členem Výboru proti mučení a jinému nelidskému, krutému, ponižujícímu zacházení a trestání vlády ČR.
V červenci 2025 vydal sbírku básní Vitá a pokud ne, má láska nepomine...